# Runenstenen van Jelling
De runenstenen van Jelling zijn grote runenstenen met inscripties in runenschrift op het kerkhof van de kerk van de Deense plaats Jelling. Zij dateren uit de tiende eeuw en zijn opgericht door de eerste koningen van Denemarken. De runenstenen staan samen met de grafheuvels en de kerk van Jelling sinds 1994 op de Werelderfgoedlijst van de UNESCO. De kleinste van de twee runenstenen is de oudste en vormt samen met de grafheuvels een uitstekend voorbeeld van de heidense, Scandinavische cultuur. De andere runensteen en de kerk illustreren de kerstening van het Deense volk rond het midden van de tiende eeuw. De grote runensteen wordt soms ook wel beschouwd het "doopcertificaat van Denemarken".

## Beschrijving van de runenstenen
De kleine runensteen is rond 950 door koning Gorm de Oude opgericht ter nagedachtenis van zijn vrouw Thyre. De steen is ongeveer 140 cm hoog, van lichtgrijs gneis en is simpel van ontwerp. Vergeleken met de grote runensteen ernaast, lijkt de runensteen van Gorm eerder klein en bescheiden, maar hij heeft de typische afmetingen van een runensteen uit het begin en midden van de tiende eeuw en is vergelijkbaar met andere runenstenen uit deze periode. Op de voorzijde staan drie verticale lijnen runenschrift; op de ommezijde slechts een. De enige versiering zijn twee slangenkoppen bovenaan de achterkant van de steen die de runenlijnen afsluiten. Op de steen staat de volgende tekst: Koning Gorm heeft dit monument opgericht ter nagedachtenis aan zijn vrouw Thyre, de glorie van Denemarken. Op de achterkant van de kleine steen staat: Denemarken. Het is de eerste verwijzing naar het land Denemarken in de geschiedenis. De oorspronkelijke plaats van de kleine runensteen is niet gekend, maar hij werd in de periode 1627-1639 op zijn huidige plaats gezet. Men vermoedt dat de runensteen gelinkt is aan het stenen schip waarvan resten gevonden zijn op de site, omdat dit vaak ook het geval is voor andere runenstenen uit de eerste helft van de tiende eeuw.
De grote runensteen, die precies tussen de twee grafheuvels staat, werd opgericht rond het jaar 965 onder Harald I van Denemarken, nadat hij het christendom in Denemarken had geïntroduceerd en Noorwegen in het land had geïntegreerd, en is opgedragen aan Haralds ouders. Het is de grootste runensteen in de wereld. De steen heeft de vorm van een driezijdige piramide, met twee zijdes waarop afbeeldingen staan en één zijde met een inscriptie. In tegenstelling tot de traditionele verticale schrijfrichting, staat de inscriptie op de grote runensteen horizontaal en leest men de tekst van links naar rechts, zoals in een boek. De inspiratie hiervoor waren de Latijnse manuscripten, die wijdverspreid waren binnen de Kerk en aan de christelijke hoven in Europa. Het wordt mogelijk geacht dat Harald zelf enkele boeken in zijn bezit had en zich daardoor liet inspireren voor de tekst op de runensteen. De inscriptie luidt: Koning Harald heeft opdracht gegeven dit monument te maken ter herinnering aan Gorm zijn vader en Thyre zijn moeder, de Harald die heel Denemarken en Noorwegen voor zich gewonnen heeft en van de Denen christenen maakte. De afbeeldingen doen ook denken aan pagina's uit een manuscript en tonen decoratieve dierenvormen en gesofisticeerde ineengevlochten lineaire patronen. Op de zuidwestelijke kant van de steen staat de vroegste afbeelding van Christus in Scandinavië, met een inscriptie die verband houdt met de kerstening van de Denen tussen 953 en 965. De afbeelding toont het christelijke thema van de kruisiging, hoewel het ook mogelijk is dat zij Christus toont in de Levensboom. Een restauratie uit 1981 heeft bevestigd dat de steen op zijn oorspronkelijke plaats staat.
De inscripties op de twee runenstenen zijn door duizend jaar blootgestelling aan weer en wind aangetast. Dit heeft ze kwetsbaar gemaakt voor verdere erosie. In november 2008 werd de toestand van de stenen onderzocht door experts van de Unesco. Deze raadden aan om de stenen naar binnen te verplaatsen in een tentoonstellingsruimte, of om ze in situ op een of andere manier te beschermen om verdere schade door het weer te voorkomen. Er werd besloten om de stenen op hun plaats te laten. Men opteerde voor een beschermend omhulsel van Nobel Architects, dat gekozen werd uit 157 ontwerpen die via een wedstrijd waren ingediend. Het ontwerp bestaat uit twee rechthoekige glazen constructies met twee massief bronzen zijkanten op een ondersteunend stalen skelet. Het glas is voorzien van een niet-reflecterend materiaal. De glazen behuizing beschermt de stenen tegen het weer en beschikt over een systeem dat zorgt voor een vaste temperatuur en luchtvochtigheid.

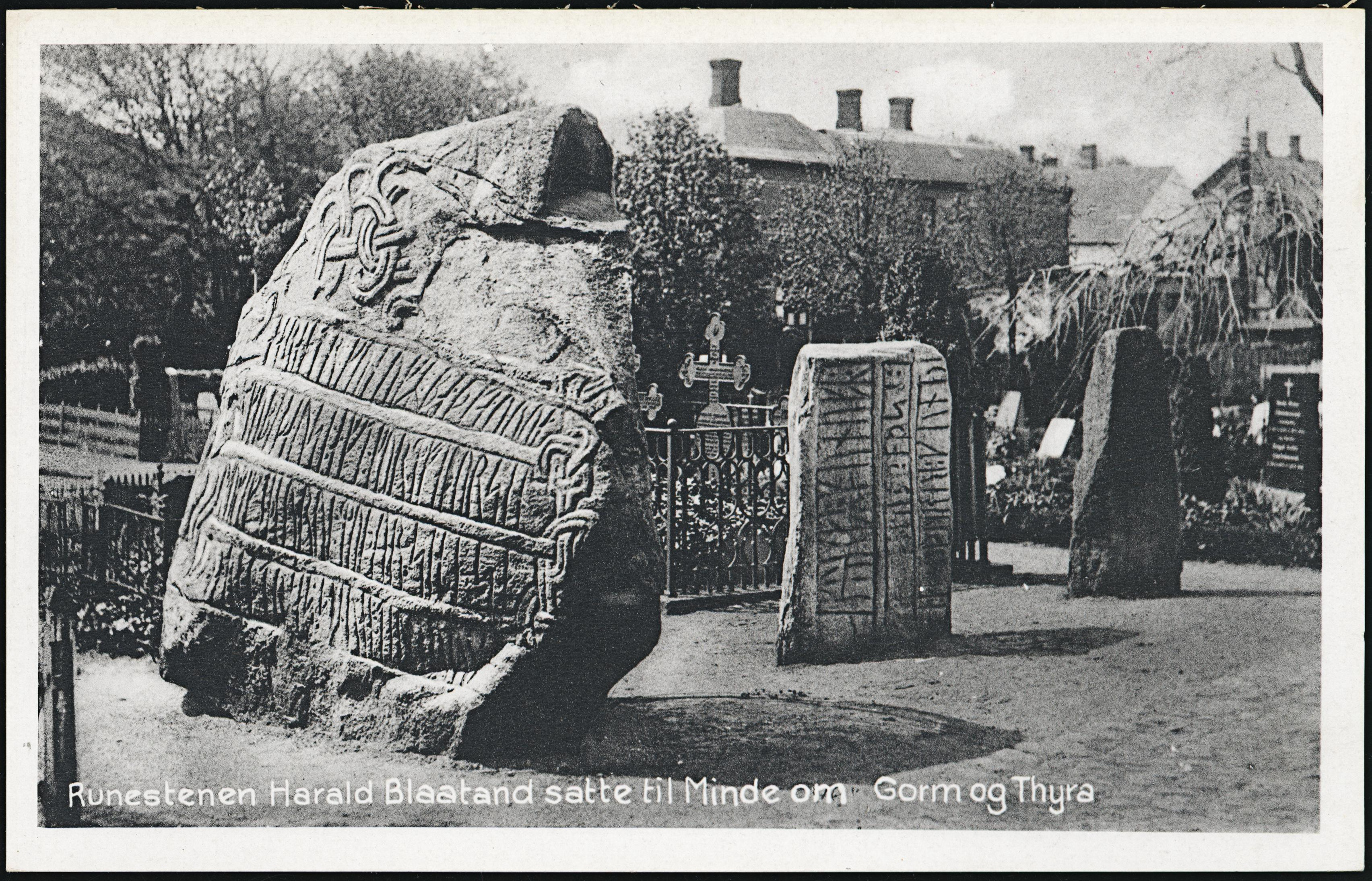
De runenstenen omstreeks het jaar 1900
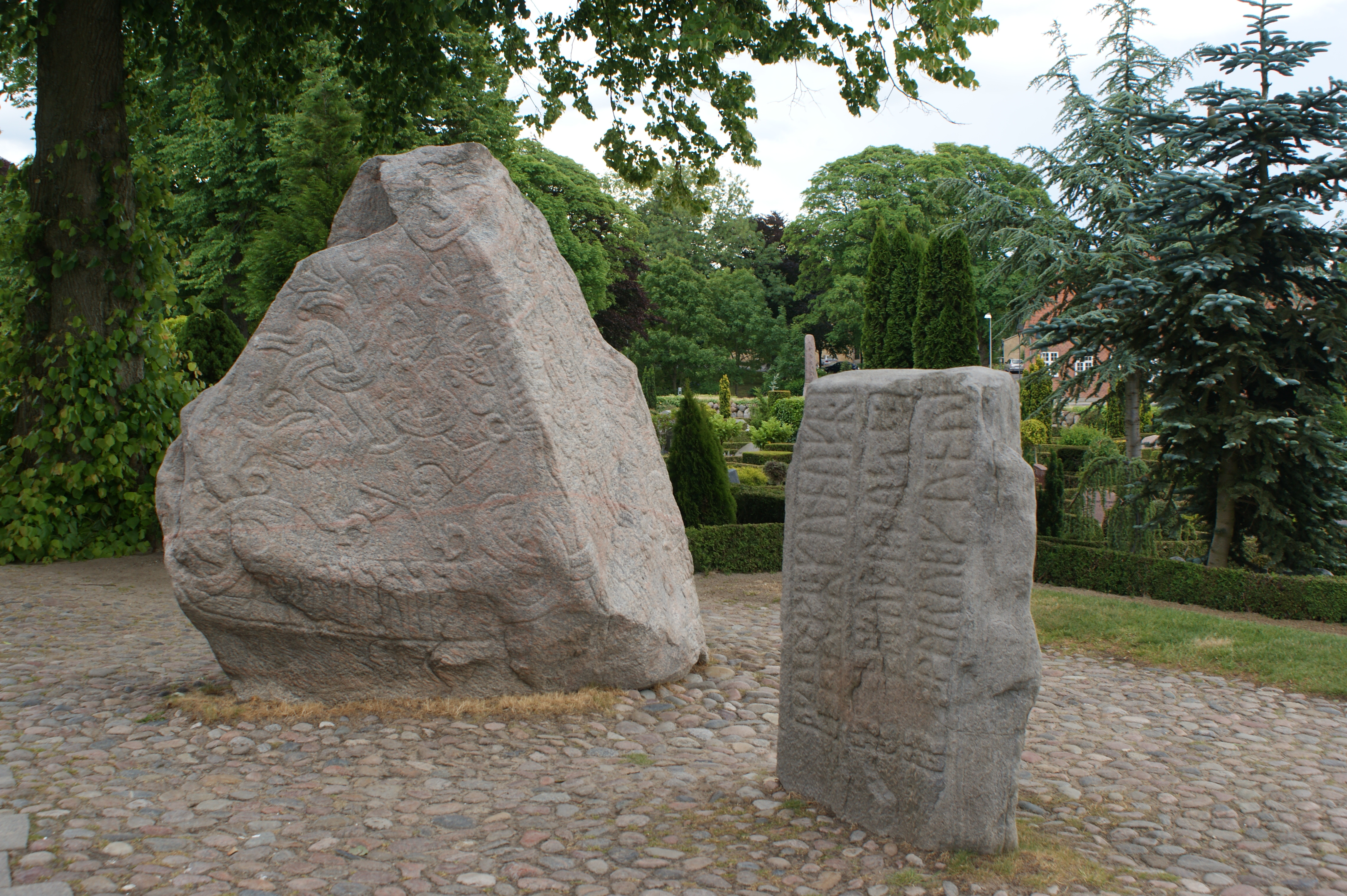
De runenstenen in 2008, toen zij nog in de open lucht stonden
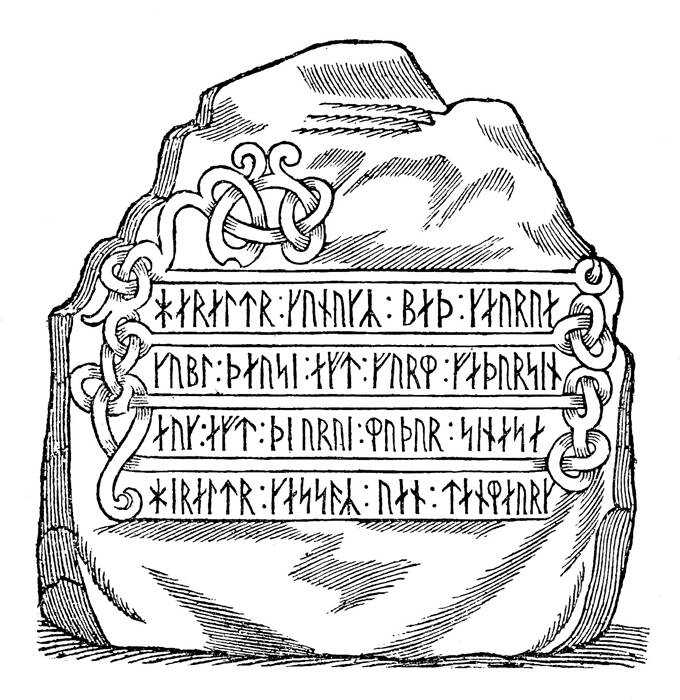
De inscriptie op de grote runensteen
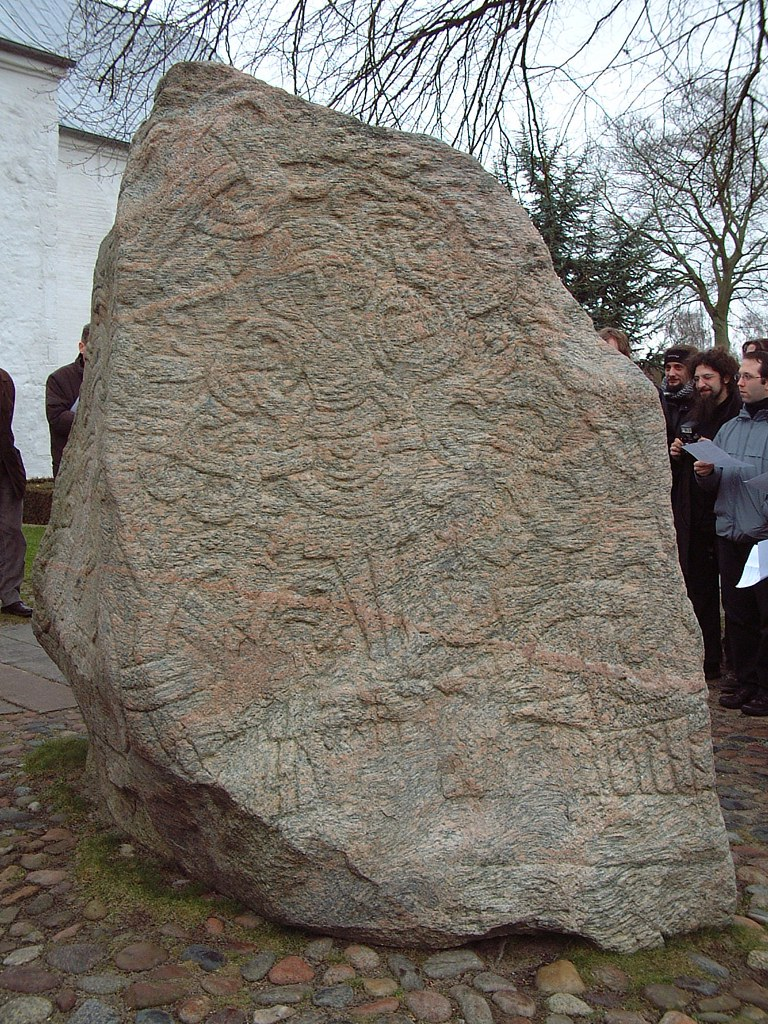
De achterkant van de grote runensteen, met de afbeelding van Christus
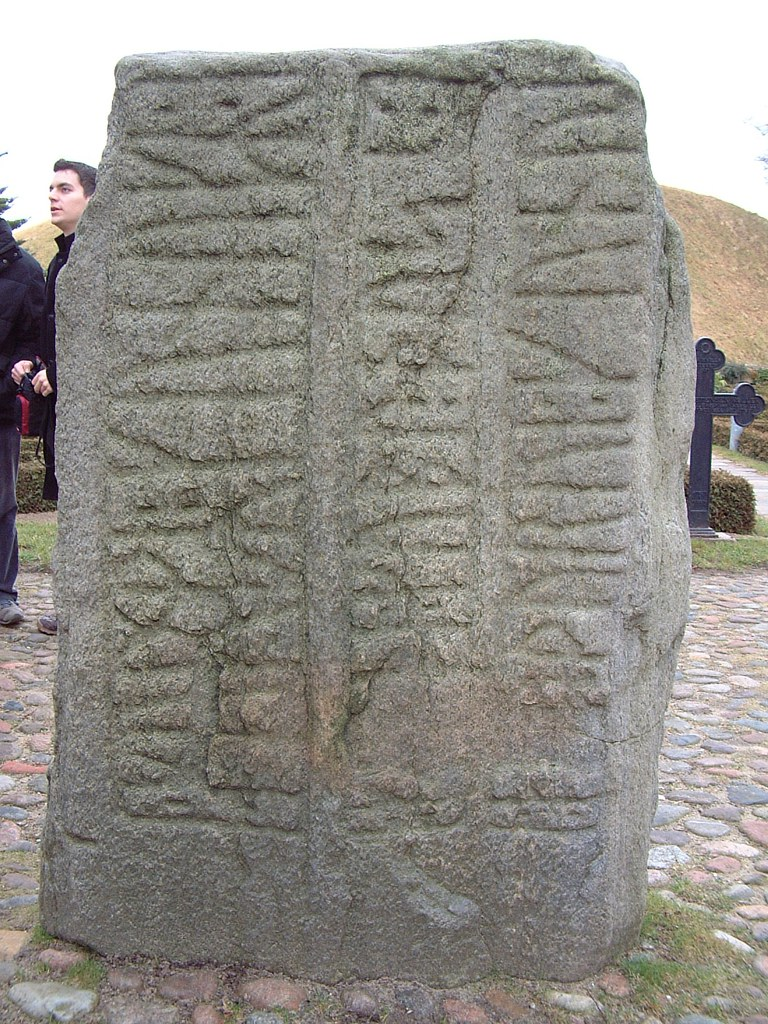
De voorkant van de kleine runensteen
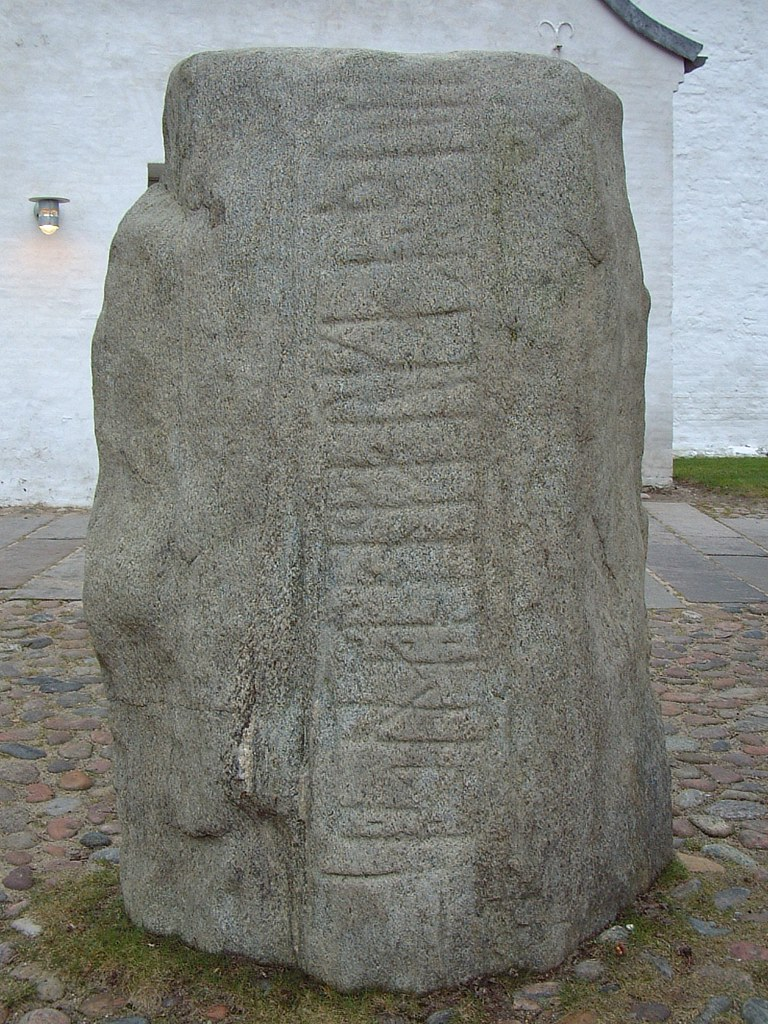
De achterkant van de kleine runensteen

## Kopieën van de runenstenen

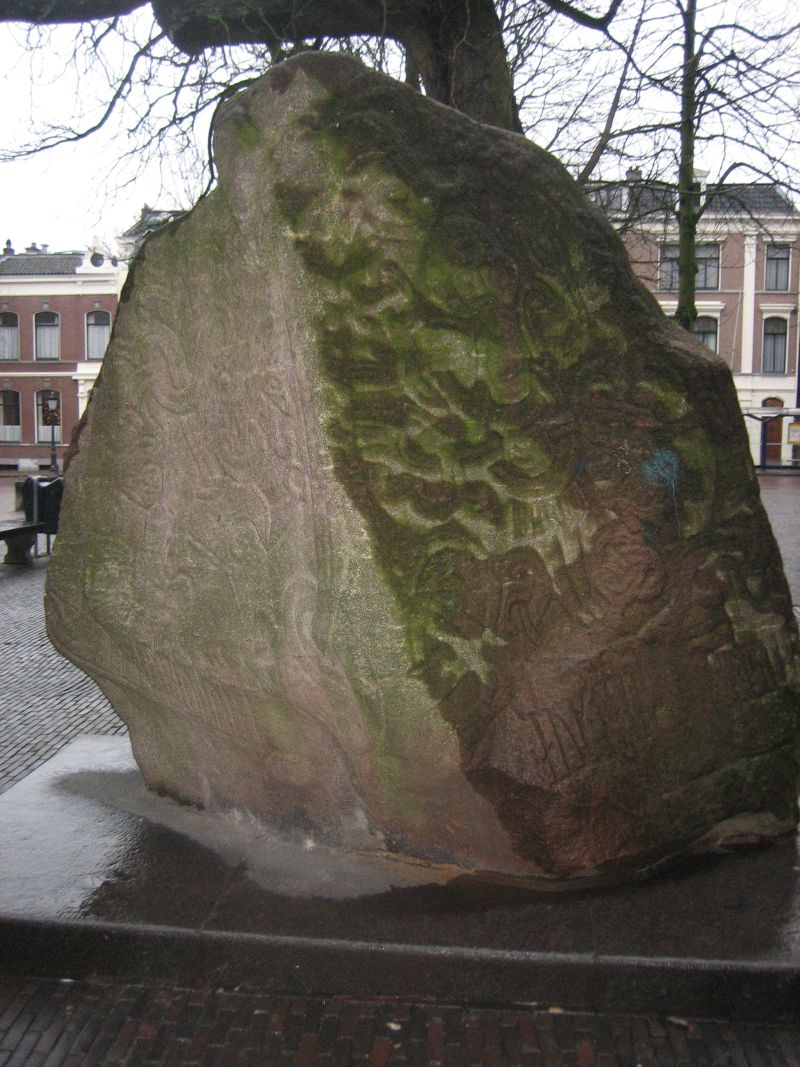
De kopie van de grote runensteen in Utrecht

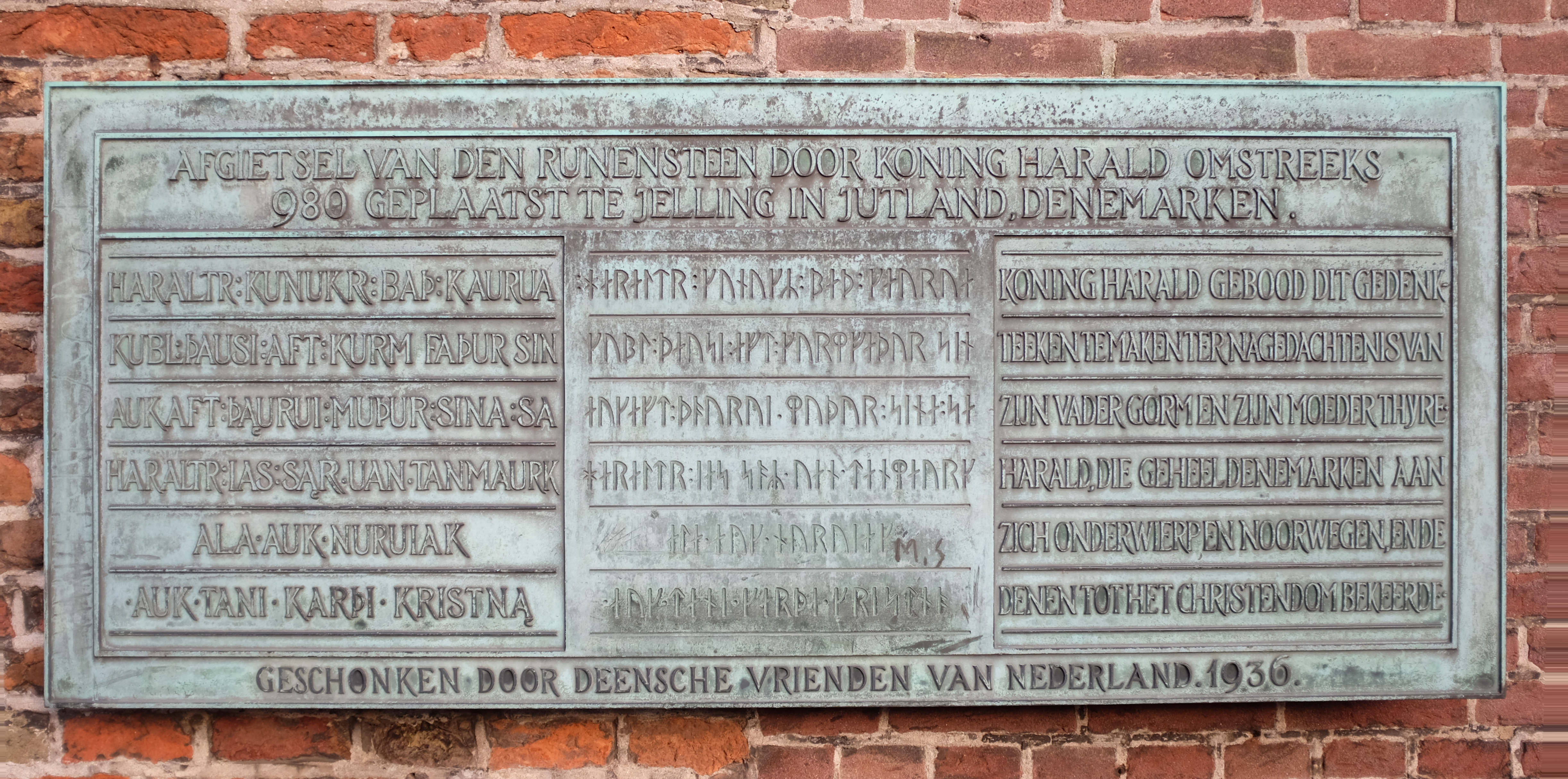
Een plakkaat naast de runensteen in Utrecht, met de Nederlandse vertaling van de runeninscriptie

Er zijn meerdere kopieën van de grote runensteen, verspreid over de wereld. Een aantal onder hen werden gemaakt voor Deense tentoonstellingen.
Denemarken
In Denemarken zelf staan verschillende kopieën van de runenstenen. Er staan replica's van de twee runenstenen bij het museum van Varde. Zij werden in 1918 geschonken door Cornelius Stau, die samen met zijn vrouw het museum in 1912 gesticht had. Tot 1990 stond er een kopie van de grote runensteen in een van de binnenhoven van het Nationalmuseet. Deze werd dat jaar gekocht door een aannemer en verplaatst naar Hvidovre, nabij Kopenhagen. In de stad Viborg staat een kopie van de grote steen voor de kantoorgebouwen van de JP Group, die de kopie had gemaakt voor een tentoonstelling in het Moesgård Museum. In Jelling zelf staat er sinds 2000 ten slotte ook een gekleurde kopie van Haralds runensteen in het museum Royal Jelling. Het museum opende zijn deuren in december 2000 en bevat een permanente tentoonstelling over het Jellingcomplex. De drie zijdes zijn apart tentoongesteld, zodat de kopie niet zou concurreren met de originele steen op het kerkhof.
Frankrijk
Voor de Wereldtentoonstelling van 1889 in Parijs werd er een kopie gemaakt van de grote runensteen, die nu in het Musée d’Archeologie Nationale in Saint-Germain-en-Laye staat. Ook in de Jardin des Plantes in Rouen staat een replica, geschonken in 1911, ter ere van de duizendjarige verjaardag van de stichting van het Hertogdom Normandië.
Japan
Aan de Deense ambassade in Tokio staat een plastic kopie van de grote runensteen. De afbeeldingen zijn gekopieerd, maar niet de runeninscripties. De replica was gemaakt voor een tentoonstelling over de Vikingen in 1975-76.
Nederland
Sinds 22 juni 1936 staat er een kopie van de grote runensteen op het Domplein in de Nederlandse stad Utrecht, een geschenk van Denemarken bij het 300-jarig bestaan van de Universiteit Utrecht.
Verenigd Koninkrijk
In het Verenigd Koninkrijk staat er een kopie van de grote runensteen naast de Deense Kerk in Londen. Deze is afkomstig van een tentoonstelling over Denemarken in 1948 in het Victoria and Albert Museum.
Verenigde Staten
In de Amerikaanse staat Californië staat er een replica van Haralds runensteen bij de Deense Kerk en het Deens cultureel centrum in Yorba Linda.

## Vandalisme
In februari 2011 waren de stenen het slachtoffer van vandalisme: er was graffiti aangebracht over de inscripties. Het nieuws stond op de voorpagina's van de kranten, wat het belang van de stenen voor Denemarken onderstreept.

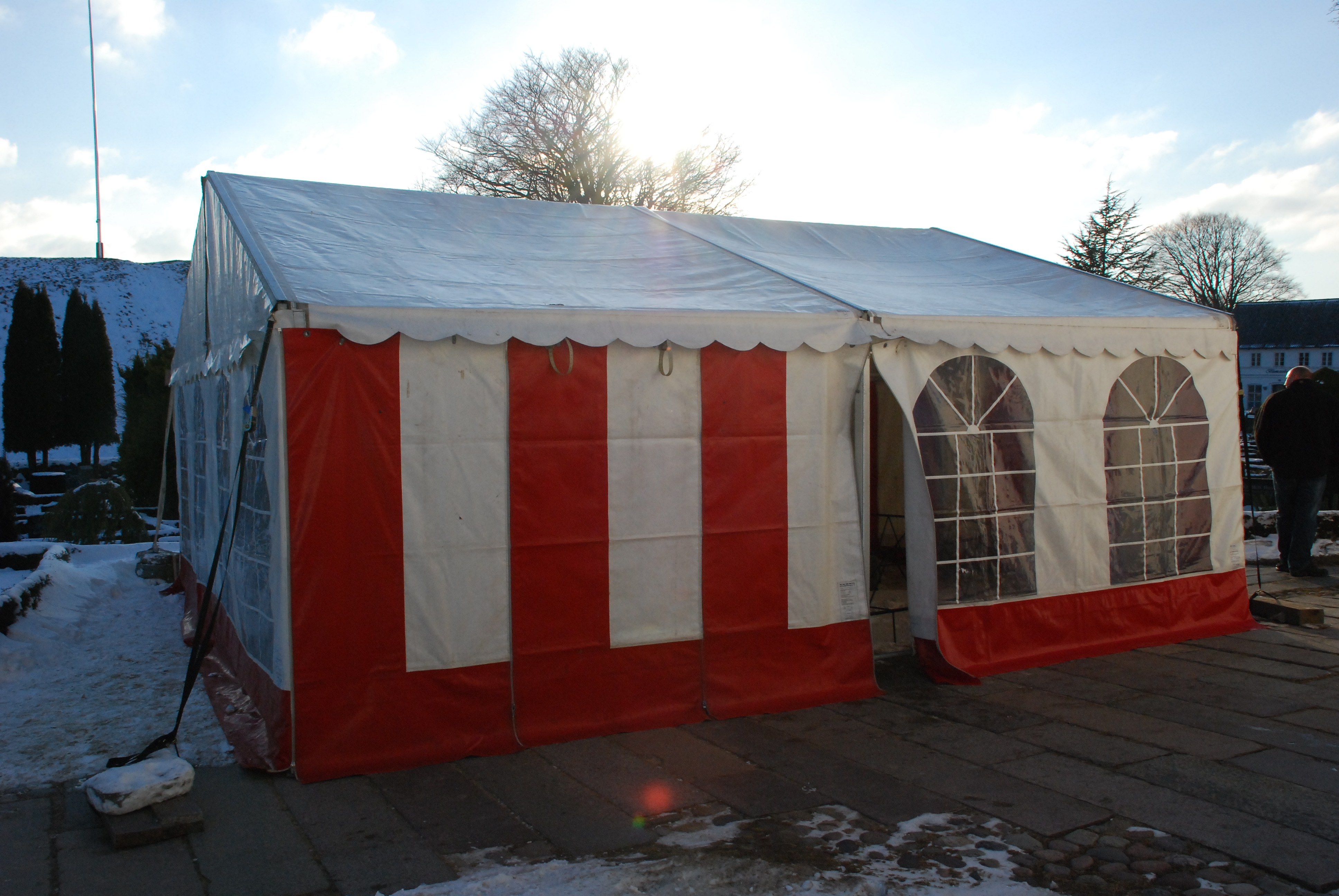
De tent over de runenstenen na het vandalisme
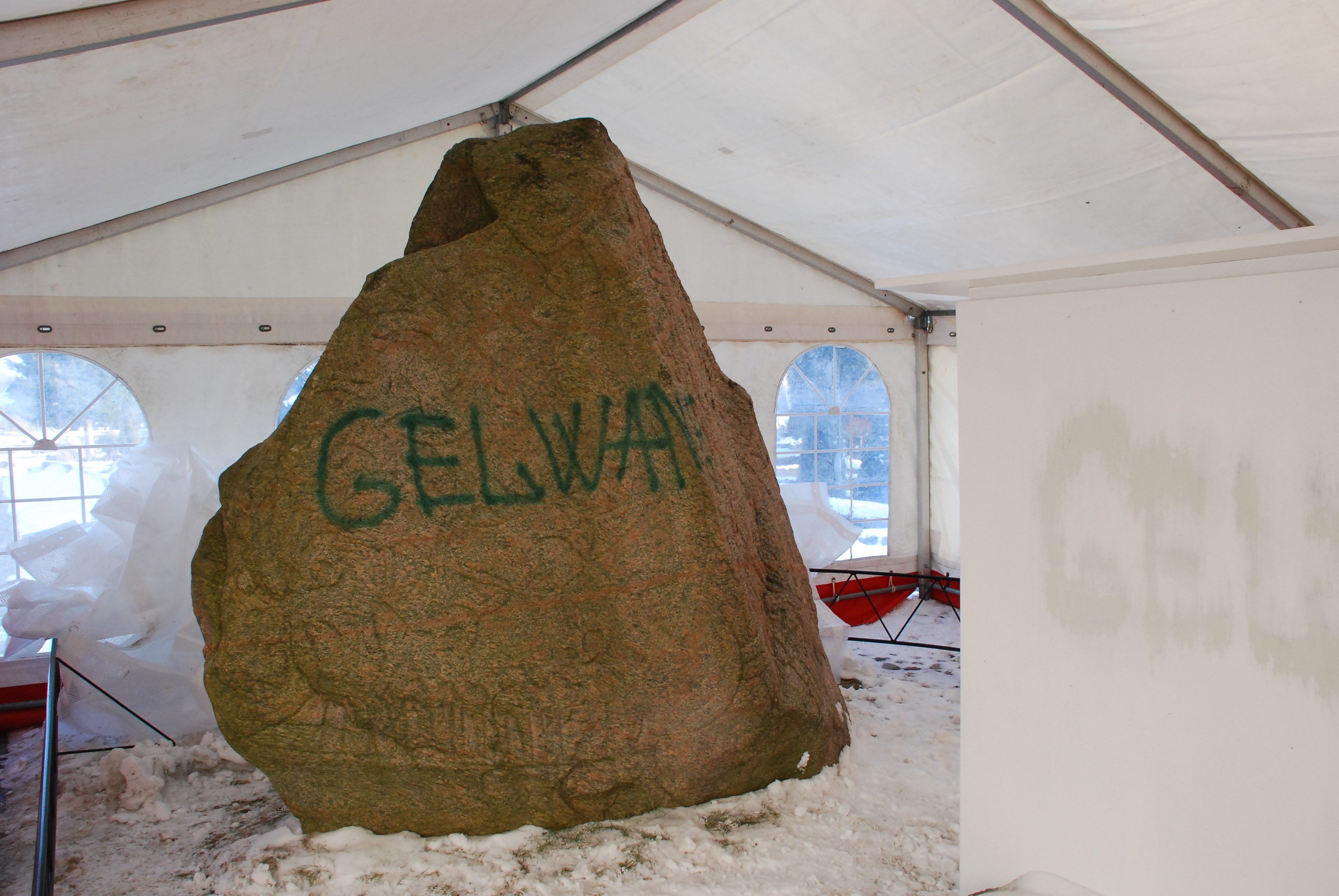
De bekladde runensteen
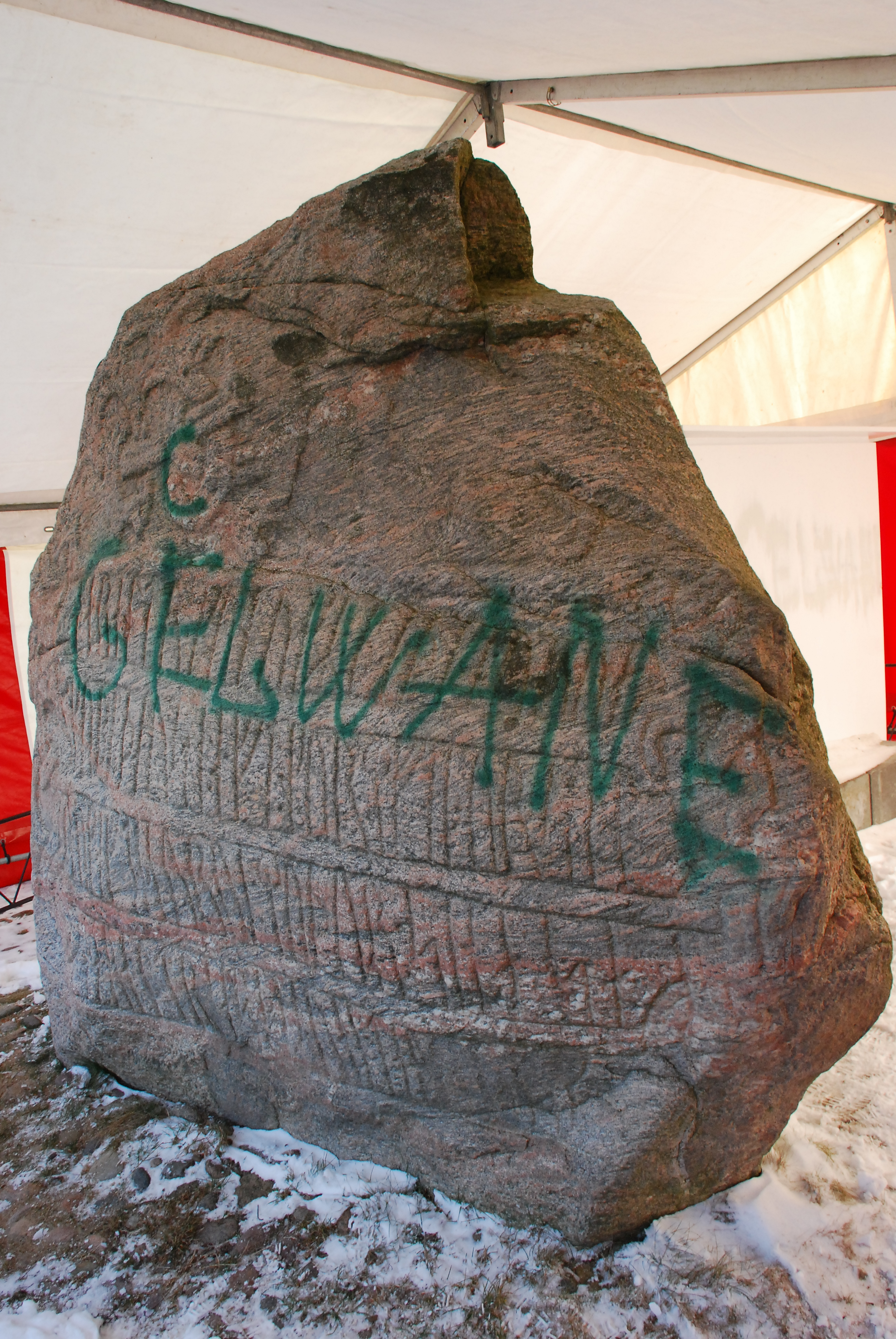